# Manish
Manish (マ ニ ッ シ ュ, Manisshu) fou una banda de power-pop japonesa formada el 1992 per la vocalista i lletrista Misuzu Takahashi i la compositor i teclista Mari Nishimoto. El nom de la banda prové del nom de MA(ri) NISH(imoto). Manish es va dissoldre el 1998.

## Història
A principis de 1992, Misuzu i Mari formaven part del grup ídol japonès "DALI" que va debutar amb el seu únic senzill "Moonlight Densetsu", que va ser utilitzat com a tema inicial de la sèrie de televisió d'anime Sailor Moon. Poc després del llançament del senzill, el grup es va dissoldre.
Durant el mateix any al desembre, Misuzu i Mari van formar la banda i van debutar amb el senzill Koibito a Sakebenai (恋人と呼べない
). El seu segon senzill, Koe ni Naranaihodo ni Itoshii (声にならないほどに愛しい
) va ser escrit pel vocalista i lletrista de la banda de rock japonesa Wands, Show Wesugi que posteriorment va fer la seva pròpia versió al seu àlbum d'estudi Little Bit. Aquest es va convertir en un dels seus èxits anteriors i el primer senzill premiat per RIAJ amb el disc d'or.
Sunao no Mama ni Kiss Shiyou (素顔のままKISSしよう
) va ser escrita pel popular cantautor Maki Ohguro, que més tard va escriure diverses altres cançons i va participar en la producció discogràfica com a vocalista. Alguns fans es refereixen a elles com la "versió femenina" del grup japonès de hard-rock B'z causa de la seva melodia similar de power-pop a les seves cançons i que tenen el mateix productor musical, Masao Akashi.
El 1995, el seu senzill Kirameku Toki ni Torawarete (煌めく瞬間に捕われて
) es va utilitzar com a tercer tema final de la sèrie de televisió anime Slam Dunk. El senzill ha estat guardonat per RIAJ amb disc de platí.
Com un dels rars artistes de Being Inc., han fet diverses aparicions als mitjans a Music Station.
El 1998, després de publicar el seu àlbum recopilatori Manish Best -Escalation-, es van dissoldre. El 2002, en el llançament de la sèrie d'àlbums recopilatoris "complete at the being studio" es van incloure dues cançons inèdites de la seva carrera que es van afegir exclusivament a l'àlbum. Segons les notes del liner, les cançons es van gravar prèviament durant la producció del seu segon àlbum d'estudi Individual.
Alguns dels seus videoclips musicals es van publicar el 2012 en el conjunt de DVD de 2 discs Legend of 90's J-Rock Best Live & Clips.

## Membres
- Misuzu Takahashi (高橋 美 鈴) - vocalista, lletrista
- Mari Nishimoto (西 本 麻 里) - teclista, compositora, acompanyaments vocals

## Discografia
Durant la seva carrera han publicat tres dics estudis, un àlbum recopilatori i dotze senzills.

### Àlbums d'estudi
| - Manish (1993) - Individual (1994) - Cheer! (1996) |

### Àlbums recopilatoris
- Manish Best -Escalation (1998)
- Complete "Manish" at Being Studio (2002)
- Best of Best 1000 Manish (2007)

### Senzills
| - Koibito to Sakebenai (1992) - Koe ni Naranaihodo Itoshii (1993) - Sunao no Mama ni Kiss shiyou (1993) - Kimi ga Hoshii Zenbu ga Hoshii (1993) - Nemuranai Machi ni Nagasarete (1994) - Dakedo Tomerarenai (1994) - Mou Dare no Me wo Kinishinai (1994) - Ashite he no Story (1994) - Hashiridase Lonely Night (1994) - Kirameku Toki ni Torawarete (1995) - Kono Isshun to Iu Eien no Nakade (1995) - Kimi no Sora ni Naritai (1996) |

## Certificacions RIAJ
- Koe ni Naranaihodo Itoshii: Disc d'or[22]
- Manish (àlbum): Disc d'or[23]
- Mou Daremo Me wo Kinishinai: Disc d'or[24]
- Individual: Disc d'or[25]
- Kirameku Toki ni Torawarete: Disc d'or,[26] Disc de platí[27]

## Aparicions en revistes
De Music Freak Magazine:
- Vol.03: 1995 / febrer[28]
- Vol.15: 1996 / febrer[29]
- Vol.21: 1996 / agost[30]
- Vol.28: 1997 / març[31]
- Vol.47: 1998 / octubre[32]